# Karl Stirner (Maler)

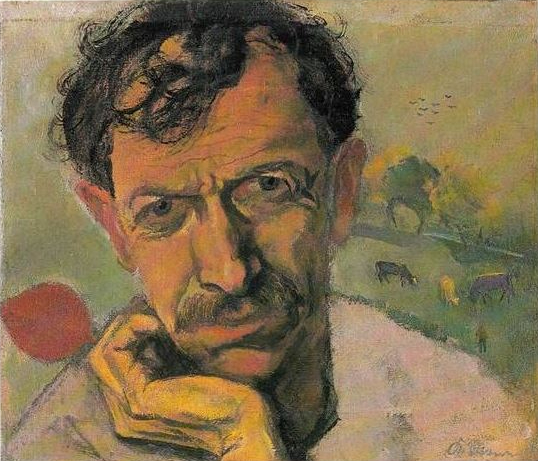
Karl Stirner: Selbstporträt

Karl Stirner (* 4. November 1882 in Rosenberg; † 21. Juni 1943 in Schwäbisch Hall) war ein deutscher Maler, Illustrator und Schriftsteller.

## Leben
Stirner entstammte einer Rosenberger Handwerker- und Bauernfamilie. Der Vater war in Amerika verschollen. Nach der Schulzeit begann Stirner 1896 bei dem Ellwanger Malermeister Severin Weber eine Lehre als Zimmermaler und nahm Zeichenunterricht an einer Abendschule. Nach Abschluss der Lehrzeit und dem Tod der Mutter 1899 ging er als Malergeselle – wie damals üblich – für mehrere Jahre auf Wanderschaft. Nach der Rückkehr 1906 besuchte er für kurze Zeit die Stuttgarter Kunstgewerbeschule in der Klasse von Hans von Kolb.
Mit den Illustrationen zu Eduard Mörikes Stuttgarter Hutzelmännlein gelang ihm 1913 sein erster großer Erfolg. Im selben Jahr unternahm er eine Reise nach Algerien. Nach der Rückkehr musste er sich wegen eines Lungenleidens in einem Sanatorium in Agra in der Schweiz in ärztliche Behandlung begeben. Er lernte Hermann Hesse kennen und wurde Mitarbeiter an dessen Bücherei für deutsche Kriegsgefangene. Von entscheidender Bedeutung für seine weitere künstlerische Entwicklung wurde die Begegnung mit Ernst Ludwig Kirchner und dessen expressionistischem Malstil. Im Jahre 1919 arbeitete er auf der Stafelalp in Davos mit Kirchner zusammen. Bei Reisen nach Sizilien konnten sich die kräftigen Farben seines neuen Malstils in einer Vielzahl von Landschaftsbildern voll entfalten.
1921 kehrte er in die Heimat zurück und ließ sich in Ellwangen nieder. Dort gründete er eine Familie, und es erschienen seine ersten Bücher, die neben seinen Bildern eigene Gedichte und Erzählungen enthielten. Auch entstanden dort mehrere seiner heimatbezogenen Bilder; darunter Schützenfest und Patriotisches Fest in Ellwangen. Letzteres zeigt die Ansprache Herzog Albrechts von Württemberg beim Traditionsfest der Ellwangener Garnison. 1929 unternahm er eine zweite Reise nach Algerien, und anschließend reiste er mit seinem Malerfreund Alois Schenk durch Palästina. Nach der Rückkehr erhielt er 1932 den Auftrag, die Fibel für die katholischen Volksschulen in Württemberg zu illustrieren, die immer wieder aufgelegt wurde und mit der Generationen von Schülern das Lesen gelernt haben. 1936 – auf einer Reise nach Italien – besuchte er noch einmal Hermann Hesse. Doch immer mehr hinderte ihn nun seine Lungenkrankheit an der Arbeit. Nach mehreren Klinikaufenthalten erlag er am 21. Juni 1943 im Diakonissenkrankenhaus in Schwäbisch Hall seinem schweren Leiden, zwei Tage später wurde er in Rosenberg beerdigt.

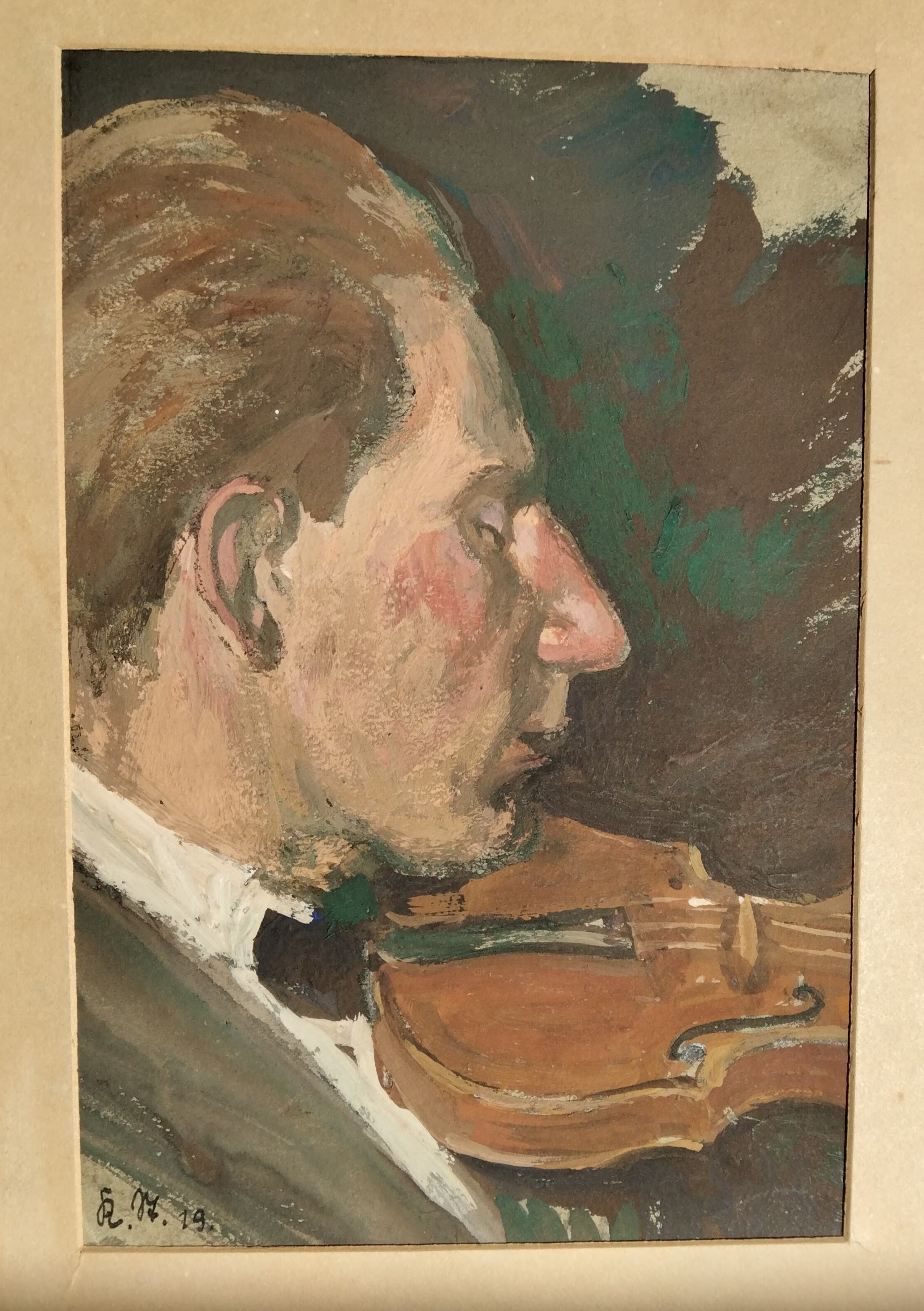
Karl Stirner, Studie, Geigenvirtuose Wilke, 1919

## Werke (Auswahl)
- Die Athleten (1912)

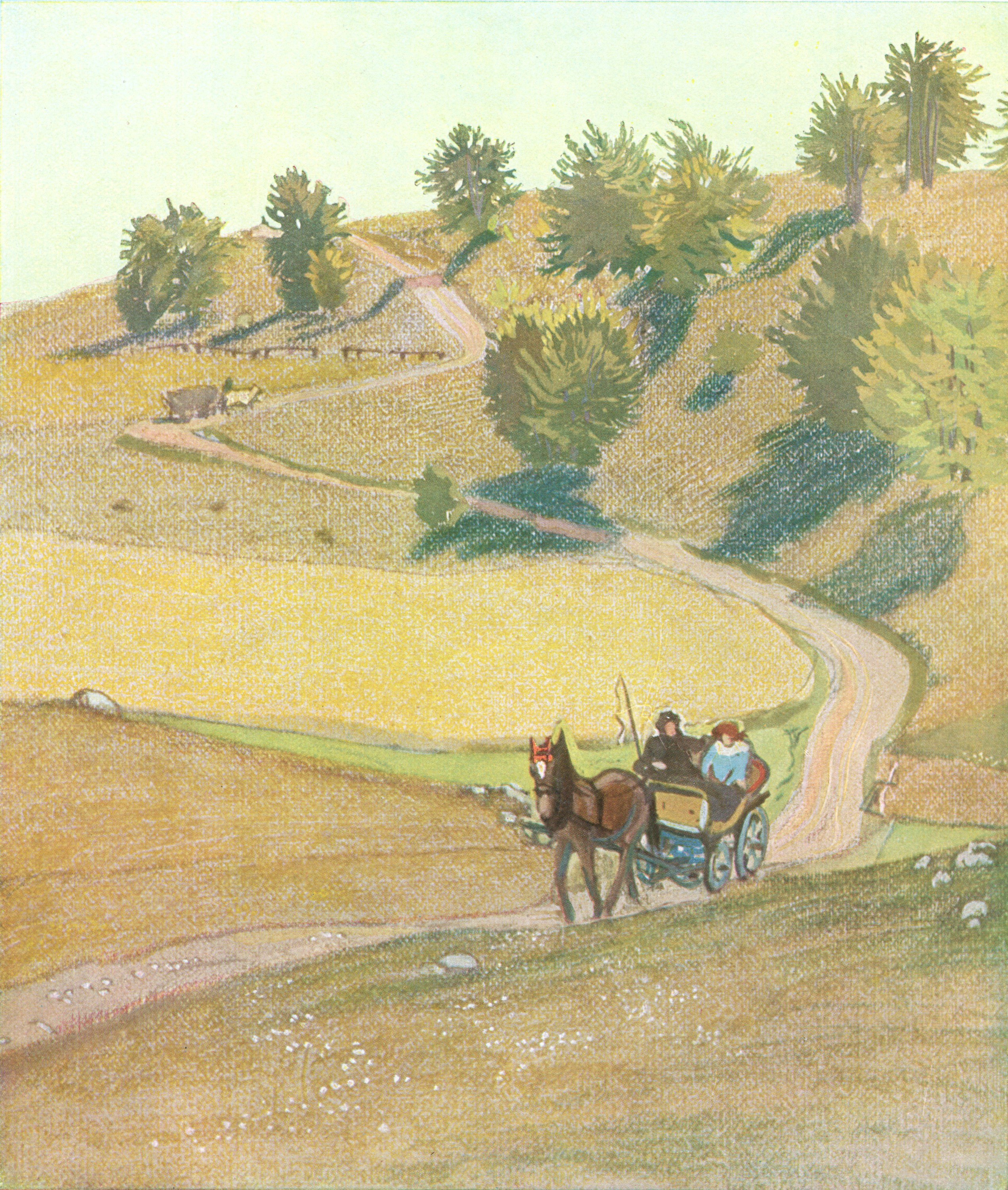
Aquarell von der Schwäbischen Alb von K. Stirner

- Dreikönigstag auf der Stafelalp (1919)
- Sonntagnachmittag (1920)
- Heuernte in der Obstwiese (1920)
- Schützenfest in Ellwangen (1923)
- Patriotisches Fest in Ellwangen (1923)
- Ellwangen – Stiftskirche im Winter (1923)
- Selbstbildnis mit Birkenblatt (1927)
- Regenbogenschüsselchen (1929)
- In Retzbachs Garten (1929)
- Kreuzigung in den Schweizer Alpen (1929)
- Jerusalem – die Davidsburg (1930)
- See Genezareth mit Blick auf die Hörner von Hittim (1930)
- Tiberias – Orientalisches Häusergewinkel (1931)
- Sizilianisches Gehöft (1933)
- Selbstbildnis in Syrakus (1934)
- Syrakus – Griechisches Theater (1934)

## Publikationen (Auswahl)
- Auf Wanderschaft. Eugen Salzer-Verlag, Heilbronn 1922.
- Von mir und dir. E. Salzer, Heilbronn 1924.
- Am Wallfahrtsort. Schwabenverlag, Stuttgart 1927.
- Es wird alle Jahre wieder recht. Ellwangen: Schwabenverlag, 1928.
- Das Karl Stirner-Buch. E. Fink, Stuttgart 1935/1946.
- Wanderungen am Mittelmeer. E. Fink, Stuttgart 1946.
- Was uns alles gehört. E. Fink, Stuttgart 1946.

Publikationen anderer Autoren mit Illustrationen von Stirner
- Eduard Mörike: Das Stuttgarter Hutzelmännlein. Holbein-Verlag, München 1913.
- Ludwig Finckh: Der Bodenseher. Deutsche Verlagsanstalt, Stuttgart 1914.
- H. Hesse, W. Stich: Ein Schwabenbuch für die deutschen Kriegsgefangenen. Verlag der Bücherzentrale für Deutsche Kriegsgefangene, Bern 1919.
- August Lämmle: Das alte Kirchlein. Eugen Salzer-Verlag, Heilbronn 1926.
- Alois Wiehl: Sagengold. Schwabenverlag, Ellwangen 1927.
- August Lämmle: Württembergische Volkslieder. Eugen Salzer-Verlag, Heilbronn:1930.
- Karl Allmendinger: Fibel für die katholischen Volksschulen in Württemberg. Schwabenverlag, Ellwangen 1933.